# Magyar Magánvasút Zrt.
A Magyar Magánvasút Zártkörűen Működő Részvénytársaság (MMV) vasúti teherfuvarozással, logisztikával, raktározással és kombiterminálok üzemeltetésével foglalkozó magyar vállalat. Székhelye Budapest III. kerületében, a Kerék utca 80-ban található.

## Története
A társaság 2003. december 1-jén alakult. A vasútvállalati működési engedélyt az áruszállítási és vontatási tevékenységre 2004. július 8-án kapta meg. A társaság 2004. május 1-jétől a liberalizált magyar vasúti piacon, mint árutovábbítást végző magánvasút, az elsők között kezdte meg a működését. A vállalatot egy évvel később felvásárolta a magyar Petrolsped és a szlovákiai Optifin Invest. 2006-ban 827 ezer tonna árut szállított el. 2010-ben kezdte meg az MMV a Királyegyházán létesített cementgyár kiszolgálását. A vállalkozás 2011-ben a magyarországi vasúti áruszállítási piac négy és fél százalékát birtokolta, ezzel a harmadik legnagyobb vállalkozás volt. 2014-ben a vállalat 6% körüli részesedéssel bírt a vasúti áruszállítási piacon. A társaság  2010-es közepén fokozatosan a közép-európai vasúti piac felé fordult, megszerezte a szállítási engedélyeket Ausztria és Szlovákia területére is. 2020-ban a Petrolsped részesedését értékesítette az addigi kisebbségi tulajdonos, az Illés Holding számára.
A vasúti áruszállítást saját és különféle európai felektől bérelt járművekkel végzi.

## Járműpark

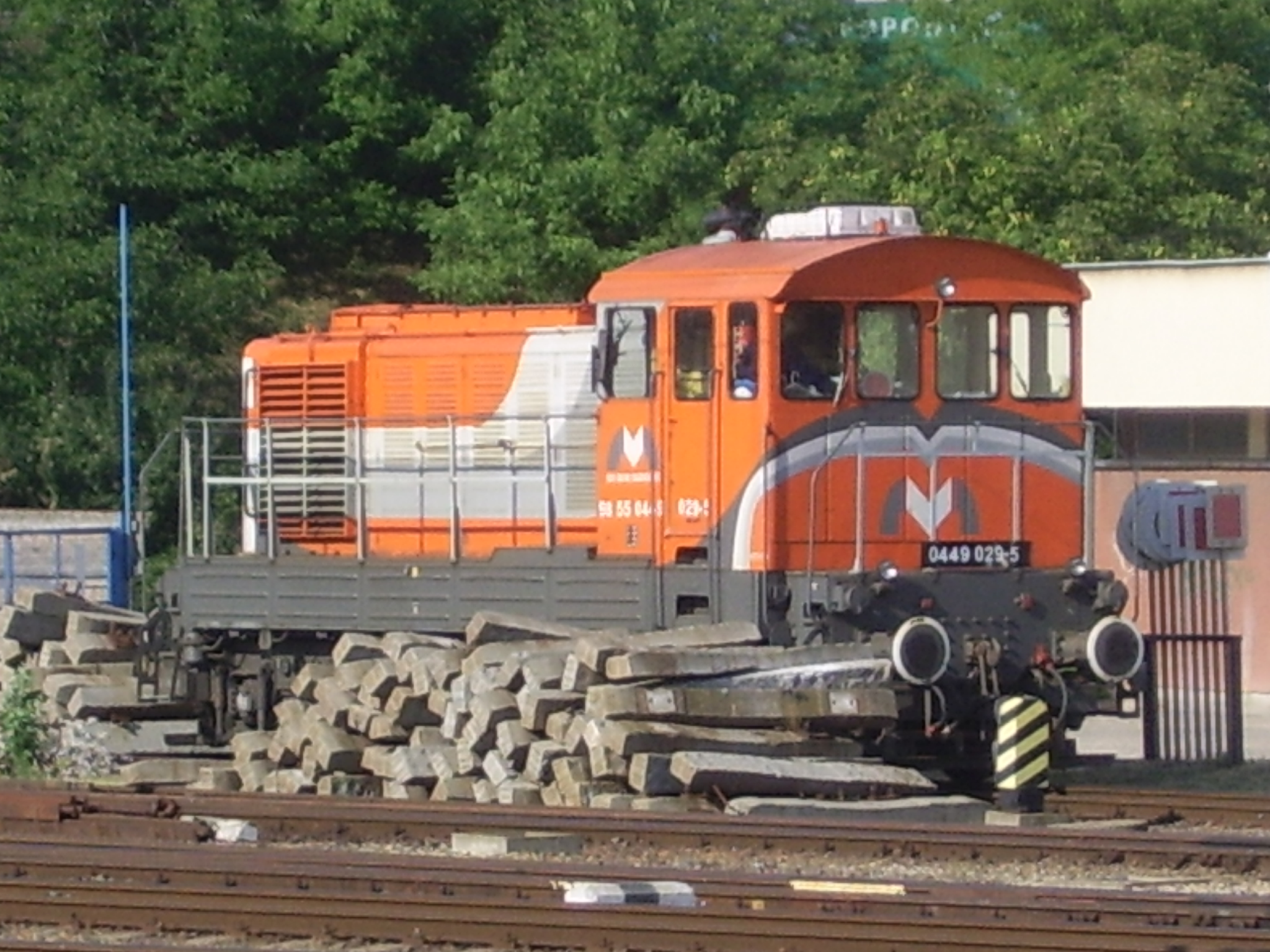
MMV-s dízelmozdony Budapesten

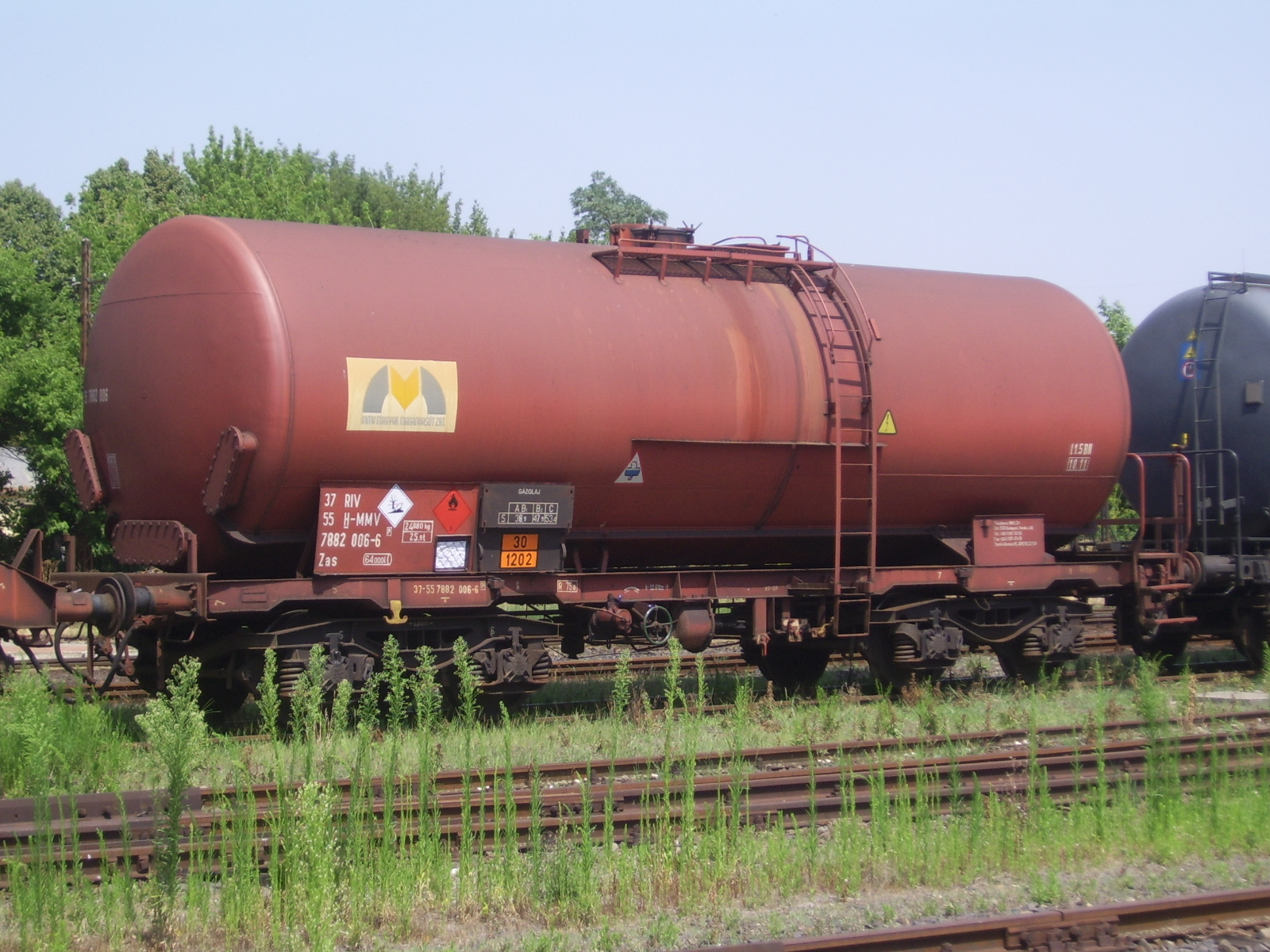
MMV-s tartálykocsi Szegeden

### Dízelmozdonyok: (6 db)
- 92 55 0 609 006-5
- 92 55 0 609 007-3
- 92 55 0 609 013-1
- 92 55 0 429 001-4
- 92 55 0 429 009-7
- 92 55 0 648 104-1

### Villamosmozdonyok: (5 db)
- 91 55 0 600 002-4
- 91 55 0 601 001-5
- 91 55 0 602 001-4
- 91 55 0 610 001-4
- 91 55 0 610 002-2